# Vasateatern

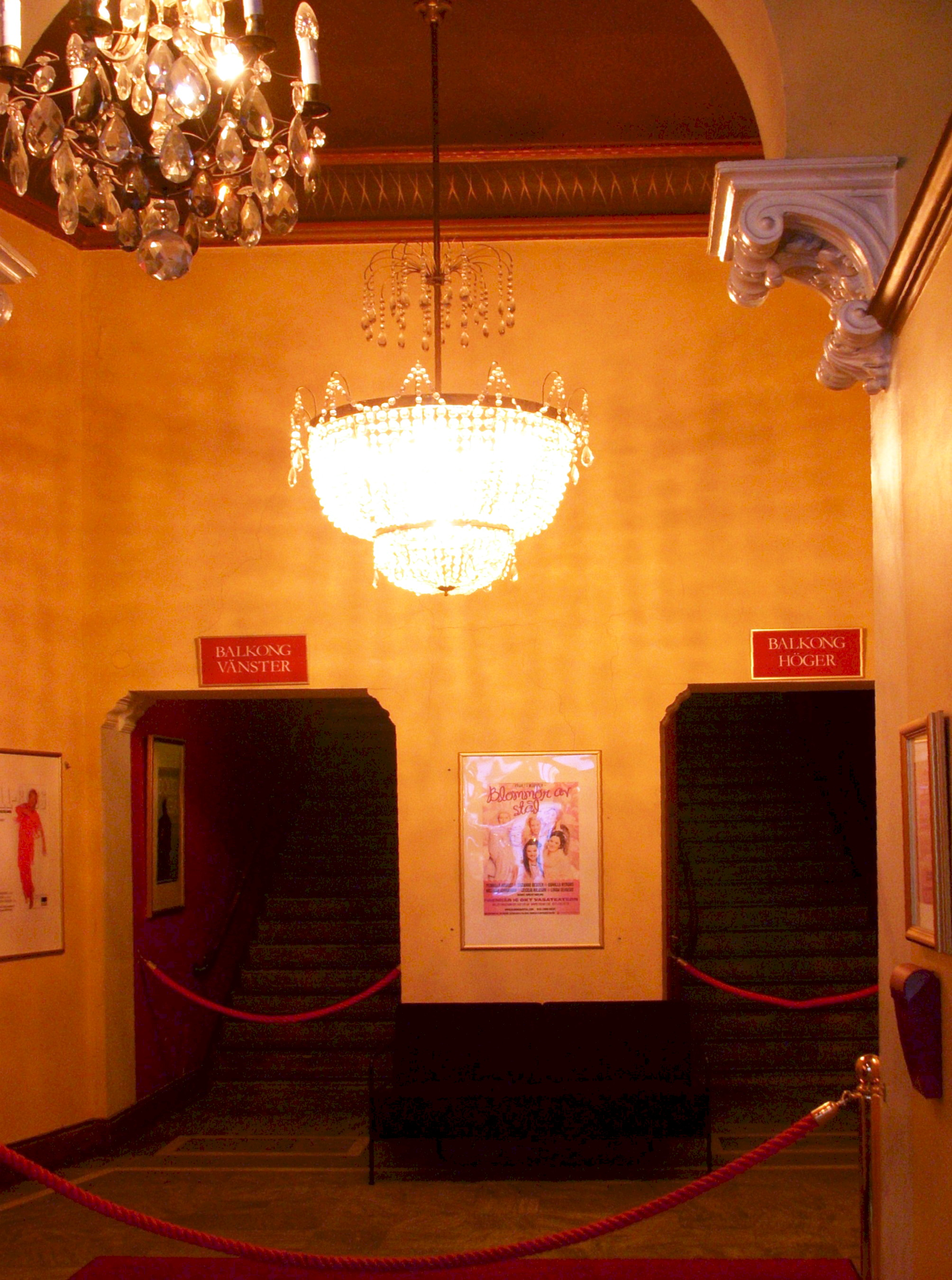
Vasateaterns foajé, 2009.

Vasateatern, Vasan, är en privatteater i centrala Stockholm i det Lundbergska huset på adressen Vasagatan 19–21. Teatern startade sin verksamhet 1886. Lokalerna stängdes 2010 i samband med en omfattande renovering av kvarteret, men öppnade åter hösten 2016.

## Vasans historia

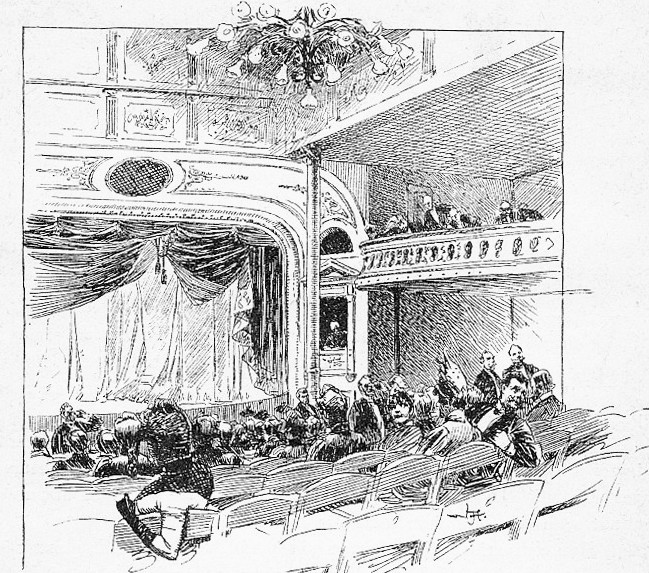
Vasateaterns salong 1889.
Teckning av Vicke Andrén

Teatern ritades av Fredrik Ekberg och invigdes 1886 under Johan August Berndts regim. Han avsade sig dock ledarskapet redan i april 1887. De två följande åren leddes teatern av trojkan Anna Norrie, Wilhelm Kloed och Mauritz Gründer. 1889 övertogs chefskapet av August Warberg och Emil Strömberg. Mellan 1893 och 1895 drev Warberg teatern på egen hand. Teaterkungen Albert Ranft drev teatern åren 1895–1928. Åren 1931–35 drevs den av Gösta Ekman d.ä. och Per Lindberg. 1936 tog Martha Lundholm över och drev teatern fram till 1952. Per Gerhard och Karl Gerhard var teaterdirektörer från 1952. Efter Karl Gerhards död 1964 fortsatte Per att driva Vasan på egen hand fram till 1984, då Göran Lindgren och Sandrews övertog teatern.
Många stora skådespelare har framträtt på Vasans scen, Maj-Britt Nilsson, Börje Ahlstedt, Jarl Kulle, Inga Tidblad, Edvin Adolphson, Carl-Gustaf Lindstedt, Inga Gill, Hjördis Petterson, Gunnar Björnstrand, Per Aabel, Siv Ericks och Stig Järrel för att nämna några. Gösta Ekman d. ä. sägs spöka på Vasan. 
Kungliga Operan som hade behov av en annexscen för opera- och balettföreställningar övertog teatern från Sandrews 1998. År 2004 såldes Vasan till en entreprenör som drev teatern genom bolaget Vasan AB. 

### Byggnadsförändringar och nyöppnande
Teatern stängdes i samband med en omfattande renovering i kvarteret som byggdes om till hotell i Scandics regi, hotell Scandic Grand Central. Stora delar av inredningen i teatern plockades ner samtidigt som salongen användes som upplag under byggnadstiden. Delar av Vasans tidigare lokaler har tagits i anspråk av hotellverksamheten. Exempelvis har teatercaféet integrerats med hotellet och byggts om till bistro. Efter att byggherren Diligentia sålt fastigheten till norska KLP Eiendom var planerna för teatersalongen oklara. På grund av byggnadsminnesskydd måste lokalen bevaras och får inte göras om hur som helst. Den vackra teatersalongen sparades, och efter en omfattande renovering återupptogs teaterverksamheten hösten 2016 med Joe Laberos show A Magic World. I salongen finns nu plats för 320 på parkett och 150 på balkongen. Vasan har efter nyöppnandet också flitigt använts som konsertlokal.

## Uppsättningar
Teatern invigdes 30 oktober 1886 med Selfrid Kinmansons Generalmönstring och Jacques Offenbachs Daphnis och Chloë.
Under Per Gerhards och Karl Gerhards tid nådde Vasan sina allra största framgångar, dramatiska pjäser varvades med farser och komedier. Bland de många publiksuccéer som spelats på Vasateatern kan nämnas till exempel Vad vet mamma om kärlek, Katt på hett plåttak, Mary Mary, Kaktusblomman, Charleys tant och Spanska flugan.